# Resava
Resava (serb. Ресава) – rzeka w środkowej Serbii. Prawy dopływ Wielkiej Morawy. Rzeka należy do zlewiska Morza Czarnego. Długość – 65 km, powierzchnia zlewni – 685 km².
Źródła rzeki znajdują się w paśmie Beljanica w Górach Wschodnioserbskich na wysokości około 1120 m. Na rzece znajduje się 25-metrowy wodospad Lisine (Veliki buk) do lat 90. XX wieku uznawany za najwyższy wodospad w Serbii. W dolinie Resavy położony jest, będący atrakcją turystyczną, monaster Manasija.
Główne miasta nad Resavą:
- Despotovac
- Svilajnac